# لئون بار
لئون بار (به عبری: ליאון בר - در گذشت ۱۰ اکتبر۲۰۲۳) یک افسر ارشد لشکر کرانه باختری اسرائیلی و سرهنگ دوم ارتش اسرائیل بود.او در جنگ و مبارزه علیه حماس شرکت داشت و از فرماندهان ارتش اسرائیل در کرانه باختری بود

## مرگ
لئون بار در جریان جنگ اسرائیل و حماس، در ۱۰ اکتبر۲۰۲۳ در اطراف نوار غزه توسط نیرو های حماس کشته شد.